# Уайтхолл, Джек
Джек Питер Бенедикт Уайтхолл (англ. Jack Peter Benedict Whitehall; род. 7 июля 1988, Вестминстер, Большой Лондон) — английский комик, телеведущий, актёр и писатель. Известен благодаря стендапам, ролями Джей Пи в телесериале «Свежее мясо» (2011—2016) и Алфи Уикерса в телесериале «Непутёвая учёба» (2012—2014) и его кино-адаптации (2015).
С 2012 по 2018 года Уайтхолл был постоянным участником «A League of Their Own». В 2017 вместе со своим отцом, Майклом, появился в комедийном документальном сериале от Netflix под названием «Джек Уайтхолл: Путешествия с моим отцом». В следующем году был ведущим ежегодной церемонии BRIT Awards.

## Детство и образование
Уайтхолл родился 7 июля 1988 года в больнице Портленда в Вестминстере, Лондон. Джек — первый ребёнок актрисы Хилари Аманды Джейн Уайтхолл (урождённая Исбистер, сценическое имя Хилари Гиш) и телевизионного продюсера Майкла Джона Уайтхолла. Его отец был агентом Джуди Денч, Колина Ферта и Ричарда Гриффитса. У Уайтхолла есть сестра Молли Луиза (родилась 23 октября 1989 года) и брат Барнаби Уильям (родилась 10 марта 1992 года). У него было два крестных отца — Найджел Хейверс и покойный Ричард Гриффитс. Он является потомком Томаса Джонса Филлипса, адвоката и клерка из Ньюпорта середины 19-го века.
Уайтхолл учился в школе Тауэр Хаус в Ист-Шине, западный Лондон, где также учился актёр Роберт Паттинсон. Он шутил по этому поводу, часто упоминая, что он возмущался тем, что Паттинсон играет все лучшие актёрские роли в школьных пьесах. Он проходил прослушивание на роль Гарри Поттера, но директор кастинга не был впечатлен Уайтхоллом, который не читал книгу.
Родители Уайтхолла отправили его в школу-интернат в возрасте 8 лет. Он учился в школе Дракона в Оксфорде, а затем в колледже Марлборо, частной школе в Уилтшире. Уайтхолл взял год перерыва, где он решил продолжить карьеру в комедии. Он учился в Манчестерском университете только два семестра, чтобы изучать историю искусств.

## Карьера
В 1997 году Уайтхолл (тогда ему было девять лет) появился в сериале «Ноев Ковчег». В сентябре и ноябре Уайтхолл дважды появился на Channel 4 в шоу «8 из 10 кошек».
В январе 2009 года он и появился в проекте «Воскресная ночь». 5 июня транслировалось его третье появление на «8 из 10 кошек». В июне 2009 Уайтхолл совместно с Холли Уолш представил тематическую сатирическую серию «The TNT Show» на Channel 4. В августе он появился на шоу Чарли Брукера «Вы смотрели», после которого в сентябре вышло его первое выступление на шоу «Хотел бы я соврать тебе?». Он сделал свое первое из многих выступлений на сатирическом шоу BBC Two «Насмешка недели».
В январе 2010 года Уайтхолл в четвёртый раз появился в сериале «8 из 10 кошек», за которым в феврале последовало его второе появление в «Насмешка недели» и первое появление в «Аргументале» на канале Dave. В апреле он участвовал в программе «Камеди Гала» на Channel 4, благотворительном шоу, организованном в помощь детской больнице на Грейт-Ормонд-стрит, которое в марте снималось в прямом эфире на «Арене O2» в Лондоне. В апреле он появился на спортивном шоу Джеймса Кордена «Их собственная лига», а 11 июня в пятый раз появился на шоу «8 из 10 кошек», после чего в июне его третье появление на «Насмешке недели». В июне — июле 2010 года Уайтхолл был постоянным участником первых серий шоу «Стендап недели» вместе с Энди Ошо, Кевином Бриджесом, Ричем Холлом и ведущим Патриком Килти. В сентябре он сделал свое шестое появление на «8 из 10 кошек», а в сентябре и октябре его четвёртое и пятое появление на «Насмешка недели». В октябре он появился во втором эпизоде «Аргументал». В октябре последовало его второе появление в «Их собственная лига», а 1 ноября он появился на «Спроси Рода Гилберта». В декабре он появился в шестой серии «Прямой эфир в Аполло», которая была снята 27 сентября.
В феврале 2011 года Уайтхолл был показан на Comedy Central в Соединённых Штатах. В марте он появился в футбольной программе BBC «Финальный счёт», введя репортаж матча лондонского «Арсенала» против «Сандерленда» (0:0) на стадионе «Эмирейтс». С марта по май Уайтхолл вернулся как постоянный участник второго сезона шоу «Стендап недели» вместе с Энди Ошо, Кевином Бриджесом и Ричем Холлом, к которым присоединился Джон Ричардсон. В мае 2011 года дал интервью Эллен Дедженерес на «Шоу Эллен Дедженерес». В июне Уайтхолл участвовал во втором ежегодном комедийном гала-концерте канала Channel 4, который был снят в мае. В июне он в седьмой раз появился в «8 из 10 кошек».
Он выпустил развлекательный сериал из шести частей на Channel 4 под названием «Проваливай, Джек», который начал выходить в эфир 20 марта 2012 года после турне выступлений Уайтхолла по стране. Он стал постоянным участником пяти серий «Их собственная лига» на Sky1 в 2012 году.
В 2012 году Уайтхолл снялся в авторском комедийном сериале «Непутёвая учёба» на канале BBC Three, который начался 14 августа, в котором он играет учителя по имени Альфи. В сериале также снимаются Мэтью Хорн в роли директора Фрейзера, Сара Солемани в роли мисс Гулливер, учителя биологии, и Мишель Гомес в роли мисс Пиквелл, заместителя главы. В 2015 году Уайтхолл снялся в художественной версии фильма «Непутёвая учёба» о школьной поездке класса в Корнуолл.
30 ноября 2012 года Уайтхолл был приглашенным гостем в шоу «У меня новости для тебя» (сезон 44). 3 января 2013 года он продвигал свой первый DVD в интервью с Марком Лоусоном на BBC Radio 4. 24 ноября 2013 года он принял участие в благотворительном гала-концерте «24 часа пьес», где в течение 24 часов сочиняются, репетируются и исполняются десятиминутные пьесы. Также в 2013 году Уайтхолл озвучил анимационный фильм Диснея «Холодное сердце», где озвучил священника-тролля по имени Готи. Уайтхолл часто заявляет, что он был вырезан из фильма, но его реплики присутствуют в готовом фильме.
В феврале 2014 года Уайтхолл был приглашенной звездой на шоу «Top Gear», до этого лишь однажды управляя автомобилем, и проехал по тестовой трассе Top Gear. В декабре 2014 года он появился в качестве гостя во второй серии пародии на Питера Гэбриэла на шоу «Жизнь рока с Брайаном Перном», транслировавшейся на BBC Two. В 2015 году он сыграл туриста Хьюго в первом эпизоде второго сезона антологии «Внутри девятого номера».
24 октября 2014 года Уайтхолл был ведущим мероприятия, направленного на повышение осведомленности о раке яичек.
В 2017 году Уайтхолл представил «Джек Уайтхолл: Путешествия с моим отцом» — документальный фильм о путешествиях в которых он и его отец, Майкл Уайтхолл, провели пять недель в Таиланде, Камбодже и Вьетнаме. Шоу было выпущено на Netflix. 8 декабря 2017 года Уайтхолл был объявлен следующим ведущим BRIT Awards, сменив Дермота О’Лири и Эмму Уиллис, которые были ведущими в 2017 году.
В мае 2019 года во время реслинг-шоу «Double or Nothing» Уайтхолл представил на ринг легенду рестлинга Брета Харта, чтобы открыть новый чемпионат мира AEW.

## Личная жизнь
Уайтхолл познакомился с актрисой Джеммой Чан в 2011 году, когда она снялась в сериале «Свежее мясо». Они встречались до декабря 2017 года. С 2020 года он состоит в отношениях с моделью Рокси Хорнер, а в сентябре 2023 года они объявили о рождении первенца Элси. Они живут в Ноттинг-Хилле.
Уайтхолл является ярым поклоником футбольного клуба «Арсенал». Он дружит со спортивным функционером Тони Ханом и посещает игры «Джэксонвилл Джагуарс».

## Фильмография

### Фильмы
| Год  | Название                                | Роль             | Примечания                                       |
| ---- | --------------------------------------- | ---------------- | ------------------------------------------------ |
| 2013 | Холодное сердце                         | тролль Готи      | Неиспользованный в окончательном варианте фильма |
| 2015 | Непутёвая учёба                         | Алфи Уикерс      | Также сценарист                                  |
| 2016 | Несносные леди                          | Зак Зимм         |                                                  |
| 2016 | Астерикс: Земля Богов                   | Астерикс (голос) | английская озвучка                               |
| 2018 | Щелкунчик и четыре королевства          | Арлекин          |                                                  |
| 2019 | Королевский корги                       | Рекс (голос)     |                                                  |
| 2019 | Джек Уайтхолл: Путешествия с моим отцом | Сам себя         |                                                  |
| 2021 | Круиз по джунглям                       | Макгрегор Хоутон |                                                  |
| 2021 | Большой красный пёс Клиффорд            | дядя Кейси       |                                                  |
| 2023 | (Не)идеальные роботы                    | Чарльз           |                                                  |

### Телевидение
| Год        | Название                                | Роль                                                 | Примечание                                                                             |
| ---------- | --------------------------------------- | ---------------------------------------------------- | -------------------------------------------------------------------------------------- |
| 1993       | Хорошие ребята                          | Макфадин младший                                     | Эпизод: «Старые школьные связи»                                                        |
| 1997       | Ноев Ковчег                             | Бен Уистон                                           | Эпизод: «Платить цену»                                                                 |
| 2002       | Берти и Элизабет                        | Маленький мальчик                                    | Телевизионный фильм; титры                                                             |
| 2005       | Я был здесь раньше?                     | Джеймс Портер                                        | 1 эпизод                                                                               |
| 2008       | Гарри и Пол                             | Офисный рабочий                                      | 1 эпизод                                                                               |
| 2008       | Мальчик Иисус и Готерь                  | Джек                                                 | Телевизионный фильм; также сценарист                                                   |
| 2011       | Маленькие взломщики                     | Робин                                                | Эпизод: «Маленький взломщик Джека Уайтхолла: Маленькая принцесса папы»;также сценарист |
| 2011-16    | Свежее мясо                             | Джей Пи                                              | Главная роль                                                                           |
| 2012-14    | Непутёвая учёба                         | Алфи Уикерс                                          | Главная роль; также создатель, писатель (17 эпизодов), продюсер (4 эпизода)            |
| 2012-18    | Их собственная лига                     | Сам себя                                             | Постоянный участник, приглашенный ведущий (1 серия)                                    |
| 2013-14    | Неуравновешенные                        | Мария фон Трапп Принц Спящей Красавицы Диана Спенсер | 3 эпизода                                                                              |
| 2013-15    | Дерзкий ответ                           | Сам себя                                             | Ведущий                                                                                |
| 2014       | Top Gear                                | Сам себя                                             | Звезда в бюджетном автомобиле                                                          |
| 2014       | Жизнь рока с Брайаном Перном            | Молодой Тони Пеббл                                   | мини-сериал; 1 эпизод                                                                  |
| 2015       | Девятый дом                             | Хьюго                                                | Эпизод: «Причал»                                                                       |
| 2015       | Тараканы                                | Оскар                                                | 4 эпизода                                                                              |
| 2015-н.в.  | Предвестники бури                       | Франсуа Лемэр                                        | Голос за кадром; 3 эпизода                                                             |
| 2016       | Пьяные истории                          | Сэр Уолтер Рэли                                      | 1 эпизод                                                                               |
| 2017       | Упадок и падение                        | Пол Пеннифитер                                       | 3 эпизода                                                                              |
| 2017       | Охотники за головами                    | Барнаби                                              | Главная роль                                                                           |
| 2017- 2018 | Джек Уайтхолл: Путешествия с моим отцом | Ведущий                                              | Также исполнительный продюсер, 2 серии                                                 |
| 2018       | BRIT Awards 2018                        | Сам себя                                             | Ведущий                                                                                |
| 2019       | Благие знамения                         | Ньютон Пульцифер                                     | Основной состав                                                                        |
| 2023       | Вечеринка                               | Себастьян                                            | Главная роль                                                                           |

## Награды
British Comedy Awards
- Король комедии: 2012, 2013, 2014
- Лучший телевезионный комедийный актёр: 2013

## DVD релизы
- Live (19 ноября 2012)
- Gets Around: Live From Wembley Arena (24 ноября 2014)